# Шрира, Виктор Исаевич
Виктор Исаевич Шрира (англ. Victor I. Shrira; род. 13 мая 1953, Кишинёв) — российский и британский математик и механик. Кандидат физико-математических наук (1981).

## Биография
Родился в семье экономикогеографа Исая Несанеловича Шриры и педагога-методиста Эти Шулимовны Натанзон. В 1975 году окончил
физический факультет Горьковского государственного университета.
В 1976—1977 годах работал инженером на заводе Камаз в Красногорске. В 1977—1981 годах — в аспирантуре в Институте океанологии имени П. П. Ширшова. Диссертацию по теме «Самомодуляция внутренних волн в океане» защитил в 1981 году под руководством В. Е. Захарова и Ю. З. Миропольского.
В 1980—1997 годах — научный сотрудник, старший и ведущий научный сотрудник в Институте океанологии имени П. П. Ширшова (в 1988—1997 годах заведующий отделом).
С 1997 года — старший научный сотрудник в Ирландском национальном университете в Корке (с 1998 года профессор прикладной математики — The Benson Ford Professor of Applied Mathematics). С 2000 года профессор в отделении прикладной математики Килского университета.
Основные научные интересы в области нелинейных волн, аэродинамики и геофизической гидродинамики.
Жена (с 1994) — Марина Львовна Кочеткова.

## Публикации
- Advances in Wave Turbulence. Под редакцией В. Шриры и С. Назаренко. World Scientific Series on Nonlinear Science. World Scientific Publishing Company, 2013.